# Van Hemert tot Dingshof

Van Hemert tot Dingshof is een geslacht van oude Utrechtse adel waarvan leden vanaf 1814 behoren tot de Nederlandse adel van het koninkrijk.

## Geschiedenis
De stamreeks begint met Jan van Hemert die in 1407 wordt vermeld. Bij Souverein Besluit werd mr. Wolf Floris van Hemert tot Dingshof (1753-1832) benoemd in de ridderschap van Overijssel. In 1819 werd voor het geslacht Van Hemert de titel van baron op allen erkend.

## Enkele telgen
Mr. Wolf Floris baron van Hemert tot Dingshof (1753-1832), lid van de raad en burgemeester van Kampen, lid Grote Vergadering van Notabelen, eigenaar van havezate Dingshof
- Gustaaf Vincent Willem baron van Hemert tot Dingshof (1806-1878), generaal-majoor
  - Gustaaf Adolf Willem Carel baron van Hemert tot Dingshof (1838-1912), luitenant-kolonel infanterie
    - Gustaaf Vincent Willem baron van Hemert tot Dingshof (1876-1951), burgemeester
      - Mr. Gustaaf Adolf Willem Carel baron van Hemert tot Dingshof (1915-1994), burgemeester, lid van de Eerste Kamer